# NGC 1598
NGC 1598 este o galaxie spirală situată în constelația Dalta. A fost descoperită în 3 decembrie 1837 de către John Herschel. Se află la o distanță de 48,98 de megaparseci de Pământ.